# 敬信镇
敬信镇，是中华人民共和国吉林省延边朝鲜族自治州珲春市下辖的一个乡镇级行政单位。 防川风景区位于该镇。

## 行政区划
敬信镇下辖以下地区：
二道泡村、金塘村、四道泡村、六道泡村、九沙坪村、圈河村、防川村、鲁田村、回龙峰村、玻璃洞村、朝阳村、西架山村、大肚川村和白石村。